# Poeta decadente
Poeta decadente es un dibujo a carboncillo y acuarela sobre papel realizado por Pablo Picasso en 1900 y que forma parte de la colección permanente del Museo Picasso de Barcelona. Ingresado en el mismo por la donación de Jaime Sabartés, se expone en la sala 4 del museo.

## Historia y descripción
Unos meses después de conocer al que sería su amigo íntimo y, a partir de 1935, secretario personal, el escultor y escritor Jaime Sabartés (1881-1968), Picasso le hace dos retratos a la acuarela. A lo largo de su relación de tantos años, Picasso realizó numerosos retratos de Sabartés, a lápiz y al óleo. Muchos de ellos están llenos de ironía; una ironía que es una mezcla de burla y afecto, de complicidad, que era la base de su amistad.
«En Poeta decadente vemos a Sabartés con una amplia capa, una corona de rosas en la cabeza, y una lira en una mano y en la otra una flor de lis, que sujeta con delicadeza. Le sitúa de noche, en un entorno de cruces —¿un cementerio?— y de llamas —¿de la inspiración?—», que Palau i Fabre, califica de «Purgatorio dantesco».
Este retrato se inscribe en las corrientes literarias y artísticas de finales de siglo de la Barcelona ochocentista, de las que aquí el artista nos ofrece una mirada en parte burlesca o satírica. Contiene la inscripción «Poeta decadente» en la parte superior derecha y está dedicado en la parte inferior con: «Recuerdo para J. Sabartés/de antes de siglo de su amigo Picasso/ hoy 31 de octubre de/1950».